# Franz von Knapp
Franz Gustav Adolph Knapp, ab 1833 von Knapp, (* 30. September 1791 in Stuttgart; † 11. November 1855 ebenda) war ein deutscher Verwaltungsjurist und württembergischer Oberamtmann.

Franz von Knapp

## Leben und Beruf
Franz von Knapp studierte von 1809 bis 1813 Rechtswissenschaften in Tübingen und wurde Mitglied des dortigen Corps Suevia. 1811 wurde er zur Infanterie rekrutiert, aber bis zur Beendigung des laufenden Studiums freigestellt. Erst 1813 wurde er nach Abschluss der Universitätsprüfungen einberufen. 1814 musste Knapp in den Krieg ziehen, er nahm am Frankreichfeldzug als Leutnant teil.
Ende 1814 begann er seine berufliche Laufbahn als Volontär bei der Stadtdirektion und beim Amtsoberamt Stuttgart. Im Dezember 1814 wurde er provisorischer Oberamtsaktuar in Lorch. Im Juli 1817 legte er seine Dienstprüfung ab und war anschließend von 1817 bis 1819 Oberamtsverweser in Lorch. 1819 wurde er Oberamtmann beim Oberamt Welzheim. 1820 wechselte er zum Oberamt Kirchheim, dem er 28 Jahre (bis 1848) als Oberamtmann vorstand. 1842 arbeitete Knapp an der Kirchheimer Oberamtsbeschreibung mit. 1848 ging er in den Ruhestand.

## Ehrungen, Nobilitierung
Franz von Knapp wurde 1814 als Kriegsteilnehmer mit der Goldenen Ehrenmedaille für Paris ausgezeichnet. 1833 erhielt er das Ritterkreuz des Ordens der württembergischen Krone, welches mit dem persönlichen Adelstitel (Nobilitierung) verbunden war.